# Biologija u 1987.
◄◄ | ◄ | 1984. | 1985. | 1986. | 1987.  | 1988. | 1989. | 1990. | ► | ►►
Arhitektura • Astronautika • Astronomija • Biologija • Film • Fotografija • Glazba • Kazalište • Kemija • Kiparstvo • Knjige • Književnost • Kršćanstvo • Meteorologija • Medicina • Planinarstvo • Politika • Pravo • Promet • Slikarstvo • Strip • Šport • Televizija • Znanost • Zrakoplovstvo • Željeznički promet
Biologija u 1987.

## Svijet

### Osnivanja
- Pokrenut hrvatski znanstveni časopis Chemical and Biochemical Engineering Quarterly.[1]

## Vanjske poveznice
|  | Zajednički poslužitelj ima još gradiva o temi Biologija |